# 中国2010年上海世界博览会摩纳哥馆
中国2010年上海世界博览会斯摩纳哥馆是2010年上海世博会上代表摩纳哥公国的展馆，位于世博园区C片区，占地面积2000平方米。摩纳哥馆的主题为“摩纳哥的今昔和未来，不断发展的城市国家面临的挑战”。
摩纳哥馆外部有许多蓝色灯光储水管，以体现摩纳哥对环保的重视。展馆中则有仿十九世纪摩纳哥的老街、Venturi Volage高端生态概念车、摩纳哥皇室服装展示以及一段6分钟的动画电影《摩纳哥，永恒之石》。